# Grand Prix Maďarska 1996
Grand Prix Maďarska 1996 (XII Magyar Nagydíj) dvanáctý závod 47. ročníku mistrovství světa jezdců Formule 1 a 38. ročníku poháru konstruktérů, historicky již 593. grand prix, se uskutečnila na okruhu Hungaroring.

## Výsledky

### Kvalifikace
| Pořadí | Číslo | Pilot                 | Konstruktér          | Čas      | Odstup |
| ------ | ----- | --------------------- | -------------------- | -------- | ------ |
| 1      | 1     | Michael Schumacher    | Ferrari              | 1:17.129 |        |
| 2      | 5     | Damon Hill            | Williams - Renault   | 1:17.182 | +0.053 |
| 3      | 6     | Jacques Villeneuve    | Williams - Renault   | 1:17.259 | +0.130 |
| 4      | 2     | Eddie Irvine          | Ferrari              | 1:18.617 | +1.488 |
| 5      | 3     | Jean Alesi            | Benetton - Renault   | 1:18.754 | +1.625 |
| 6      | 4     | Gerhard Berger        | Benetton - Renault   | 1:17.794 | +1.665 |
| 7      | 7     | Mika Häkkinen         | McLaren - Mercedes   | 1:19.116 | +1.987 |
| 8      | 14    | Johnny Herbert        | Sauber - Ford        | 1:19.292 | +2.163 |
| 9      | 8     | David Coulthard       | McLaren - Mercedes   | 1:19.384 | +2.255 |
| 10     | 15    | Heinz-Harald Frentzen | Sauber - Ford        | 1:19.439 | +2.310 |
| 11     | 9     | Olivier Panis         | Ligier - Mugen-Honda | 1:19.538 | +2.409 |
| 12     | 12    | Martin Brundle        | Jordan - Peugeot     | 1:19.828 | +2.699 |
| 13     | 12    | Rubens Barrichello    | Jordan - Peugeot     | 1:19.966 | +2.837 |
| 14     | 18    | Ukjó Katajama         | Tyrrell - Yamaha     | 1:20.499 | +3.370 |
| 15     | 10    | Pedro Diniz           | Ligier - Mugen-Honda | 1:20.665 | +3.536 |
| 16     | 19    | Mika Salo             | Tyrrell - Yamaha     | 1:20.678 | +3.549 |
| 17     | 17    | Jos Verstappen        | Footwork - Hart      | 1:20.781 | +3.652 |
| 18     | 16    | Ricardo Rosset        | Footwork - Hart      | 1:21.590 | +4.461 |
| 19     | 20    | Pedro Lamy            | Minardi - Ford       | 1:21.713 | +4.584 |
| 20     | 21    | Giovanni Lavaggi      | Minardi - Ford       | 1:22.468 | +5.349 |

### Závod
| Pořadí | Číslo | Jezdec                | Konstruktér        | Kola | Čas/odstoupení | Start | Body |
| ------ | ----- | --------------------- | ------------------ | ---- | -------------- | ----- | ---- |
| 1      | 6     | Jacques Villeneuve    | Williams-Renault   | 77   | 1:46:21.134    | 3     | 10   |
| 2      | 5     | Damon Hill            | Williams-Renault   | 77   | + 0.771        | 2     | 6    |
| 3      | 3     | Jean Alesi            | Benetton-Renault   | 77   | +1:24.212      | 5     | 4    |
| 4      | 7     | Mika Häkkinen         | McLaren-Mercedes   | 76   | + 1 Lap        | 7     | 3    |
| 5      | 9     | Olivier Panis         | Ligier-Mugen-Honda | 76   | + 1 kolo       | 11    | 2    |
| 6      | 11    | Rubens Barrichello    | Jordan-Peugeot     | 75   | + 2 kola       | 13    | 1    |
| 7      | 18    | Ukjó Katajama         | Tyrrell-Yamaha     | 74   | + 3 kola       | 14    |      |
| 8      | 16    | Ricardo Rosset        | Footwork-Hart      | 74   | + 3 kola       | 18    |      |
| 9      | 1     | Michael Schumacher    | Ferrari            | 70   | Plynový pedál  | 1     |      |
| 10     | 21    | Giovanni Lavaggi      | Minardi-Ford       | 69   | Vyjetí z trati | 20    |      |
| Ret    | 4     | Gerhard Berger        | Benetton-Renault   | 64   | Motor          | 6     |      |
| Ret    | 15    | Heinz-Harald Frentzen | Sauber-Ford        | 50   | Elektronika    | 10    |      |
| Ret    | 14    | Johnny Herbert        | Sauber-Ford        | 35   | Motor          | 8     |      |
| Ret    | 2     | Eddie Irvine          | Ferrari            | 31   | Převodovka     | 4     |      |
| Ret    | 20    | Pedro Lamy            | Minardi-Ford       | 24   | Zavěšení       | 19    |      |
| Ret    | 8     | David Coulthard       | McLaren-Mercedes   | 23   | Motor          | 9     |      |
| Ret    | 17    | Jos Verstappen        | Footwork-Hart      | 10   | Vyjetí z trati | 17    |      |
| Ret    | 12    | Martin Brundle        | Jordan-Peugeot     | 5    | Vyjetí z trati | 12    |      |
| Ret    | 10    | Pedro Diniz           | Ligier-Mugen-Honda | 1    | Kolize         | 15    |      |
| Ret    | 19    | Mika Salo             | Tyrrell-Yamaha     | 0    | Kolize         | 16    |      |

## Průběžné pořadí šampionátu
Pohár jezdců
| Pořadí | Jezdec             | Body |
| ------ | ------------------ | ---- |
| 1      | Damon Hill         | 79   |
| 2      | Jacques Villeneuve | 62   |
| 3      | Jean Alesi         | 35   |
| 4      | Michael Schumacher | 29   |
| 5      | Mika Häkkinen      | 19   |

Pohár konstruktérů
| Pořadí | Konstruktér      | Body |
| ------ | ---------------- | ---- |
| 1      | Williams-Renault | 141  |
| 2      | Benetton-Renault | 51   |
| 3      | Ferrari          | 38   |
| 4      | McLaren-Mercedes | 37   |
| 5      | Jordan-Peugeot   | 15   |